# Cántico espiritual

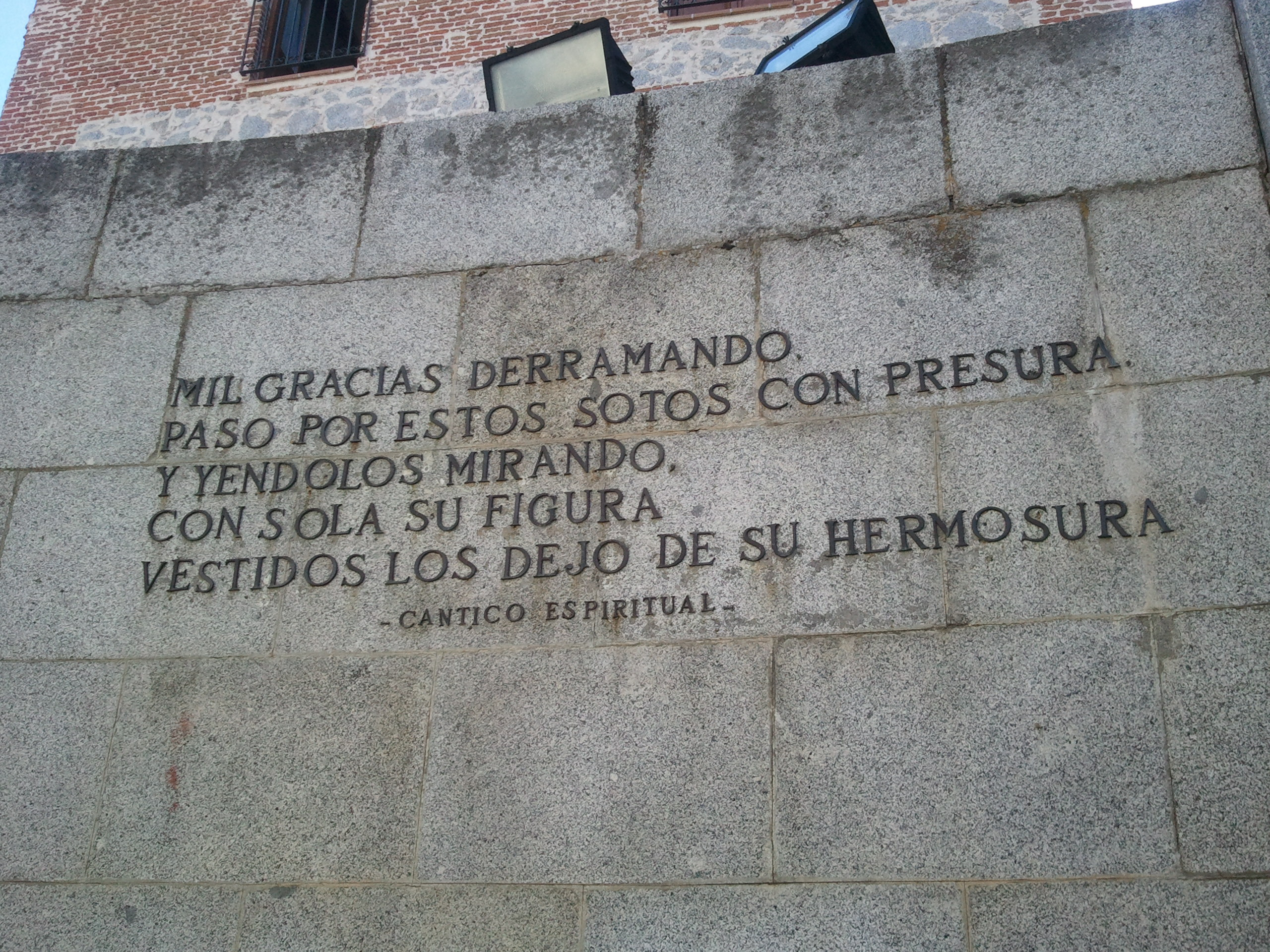
Cántico Espiritual

El Cántico espiritual es una de las obras poéticas más destacadas del poeta místico español Juan de Yepes, conocido como san Juan de la Cruz. 

## Historia
San Juan de la Cruz fue detenido y recluido por los carmelitas calzados en diciembre de 1577 en el monasterio de Toledo por trabajar junto a santa Teresa de Jesús en la reforma de la orden. Permaneció encarcelado en un calabozo ocho meses, en unas pésimas condiciones que le hicieron vivir grandes sufrimientos. Durante su cautiverio memorizó, al no disponer de medios para escribirlas, las treinta primeras estrofas de su Cántico espiritual. Después de escapar de su cautiverio, fue elegido, en el capítulo de Almodóvar, vicario de El Calvario, donde estuvo hasta 1579, bajando a confesar a las monjas del convento de Beas, allí Magdalena del Espíritu Santo fue recogiendo a modo de apuntes lo que san Juan trasmitió a la comunidad de Beas; juntó gran cantidad de notas y avisos que años más tarde envió al cronista de la Orden, el P. Jerónimo de San José, quien los transcribió. Sus últimas estrofas las escribió en Baeza y en Granada, las cinco últimas a raíz de una conversación con la hermana Francisca de la Madre de Dios, del convento de Beas.
Más tarde, en 1584, siendo prior en el monasterio de Granada, redactó un comentario para el poema como le pidió la madre Ana de Jesús. Fue esta religiosa la que, al ser destituida y expulsada de España por el general de los carmelitas, Nicolás Doria, se llevó a Francia el poema, siendo publicado por primera vez en París en 1622 en francés. Posteriormente, en 1627, una compañera de Ana de Jesús lo publicó en Bruselas en castellano. En España, debido a la censura que ejercía la Inquisición, no se publicó el poema hasta 1630, aunque se había resuelto su publicación en 1618.

## Versiones

### Cántico A
Presenta 39 estrofas. Las ediciones españolas la consideran un esbozo, destacando el «Cántico B». Este manuscrito fue redactado por el santo para explicarle el poema a los hermanos de los que era director espiritual.

### Cántico B
Posterior al «Cántico A», consta de 40 estrofas. Fue reelaborado por el santo con fines pedagógicos. Algunas ediciones francesas dudan de su autenticidad que achacan a fray Tomás de Jesús. Con respecto a la versión anterior, esta se presenta reorganizada y se encuentra extendida a la totalidad de la vida espiritual.